# Улица Алексея Сенюка
Улица Алексея Сенюка (до 2023 года — улица Грибоедова) (укр. Вулиця Олексія Сенюка) — улица в Деснянском районе города Чернигова. Пролегает от проспекта Михаила Грушевского (улицы 1 Мая) до тупика. 
Примыкают улицы Сосновая, Киевская, Северный переулок, Северная, Лесная.
По названию улицы именуется остановка общественного транспорта, расположенная на проспекте Михаила Грушевского.

## История
Новостроительная улица была проложена в 1930-е годы. Была застроена индивидуальными домами. Ранее на территории лесопарка Яловщина был расположен пионерский лагерь «Спутник».
В 1960 году Новостроительная улица переименована на улица Грибоедова — в честь русского дипломата, поэта, драматурга, пианиста и композитора  Александра Сергеевича Грибоедова.
С целью проведения политики очищения городского пространства от топонимов, которые возвеличивают, увековечивают, пропагандируют или символизируют Российскую Федерацию и Республику Беларусь, 21 февраля 2023 года улица получила современное название — в честь Героя Украины Алексея Александровича Сенюка, согласно Решению Черниговского городского совета № 29/VIII-7 «Про переименование улиц в городе Чернигове» («Про перейменування вулиць у місті Чернігові»). 

## Застройка
Улица проложена в западном направлении — к реке Стрижень. Парная и непарная стороны улицы занята усадебной застройкой. Юго-западный угол улиц Киевская и 77 гвардейской дивизии занят усадебной застройкой улицы Грибоедова. 
Учреждения: нет